# Kaierberg
Kaierberg ist ein Gemeindeteil des Marktes Dentlein am Forst im Landkreis Ansbach (Mittelfranken, Bayern). Kaierberg liegt in der Gemarkung Thürnhofen.

## Geographie
Durch das Dorf fließt der Mittelbach (im Unterlauf Feldbach genannt), der einen Weiher im Ort speist, und weiter östlich als rechter Zufluss in den Löschenbach mündet. Im Süden liegt das Waldgebiet Ochsenhorn, im Norden das Waldgebiet Muschelholz. Gemeindeverbindungsstraßen führen nach Leichsenhof (0,5 km nordöstlich), zur Kreisstraße AN 52 bei Unterahorn (1 km nordwestlich) und die Staatsstraße 2222 kreuzend nach Dentlein (2 km südlich).

## Geschichte
Kaierberg lag im Fraischbezirk des ansbachischen Oberamtes Feuchtwangen. 1732 bestand der Ort aus 16 Anwesen (1 Mahlmühle, 1 Gütlein mit Zapfenwirtschaft und Backrecht, 14 Gütlein). Außerdem gab es noch 1 Wohnhaus derer von Völderndorf und 1 Gemeindehirtenhaus. Die Dorf- und Gemeindeherrschaft und Grundherrschaft über alle Anwesen hatte das Rittergut Thürnhofen. An diesen Verhältnissen änderte sich bis zum Ende des Alten Reiches nichts. Von 1797 bis 1808 unterstand der Ort dem Justiz- und Kammeramt Feuchtwangen.
Mit dem Gemeindeedikt (frühes 19. Jahrhundert) wurde Kaierberg dem Steuerdistrikt und der Ruralgemeinde Thürnhofen zugeordnet. Im Zuge der Gebietsreform in Bayern wurde diese am 1. April 1971 zunächst nach Aichau eingegliedert. Am 31. Dezember 1971 wurde diese aufgelöst und Kaierberg nach Dentlein eingemeindet.

### Ehemaliges Baudenkmal
- Schindelmühle, 1841 erbaut. Verputzter Bruchsteinbau mit Eckquadern. Vier zu sechs Achsen, hohes Kellergeschoss, Obergeschoss, Giebel. Hausteinfestergewände. Am Türsturz Monogramm „F.B.[lümlein] 1841“. An der Mühlpforte bezeichnet „NEU ERBAUT 1841 IGSP“.[8]

### Einwohnerentwicklung
| Jahr      | 001818 | 001840 | 001861 | 001871 | 001885 | 001900 | 001925 | 001950 | 001961 | 001970 | 001987 | 002003 | 002017 |
| Einwohner | 138    | 159    | 207    | 162    | 168    | 153    | 172    | 202    | 150    | 156    | 138    | 169    | 148    |
| Häuser    | 34     | 32     |        |        | 40     | 39     | 44     | 36     | 35     |        | 37     |        |        |
| Quelle    | [ 10 ] | [ 11 ] | [ 12 ] | [ 13 ] | [ 14 ] | [ 15 ] | [ 16 ] | [ 17 ] | [ 18 ] | [ 19 ] | [ 20 ] | [ 21 ] | [ 1 ]  |

## Religion
Der Ort ist seit der Reformation evangelisch-lutherisch geprägt und bis heute nach St. Ursula (Dentlein am Forst) gepfarrt. Die Einwohner römisch-katholischer Konfession sind nach St. Raphael (Großohrenbronn) gepfarrt.